# Случай Агнес
Случай Агнес – история, описанная в книге Гарольда Гарфинкеля «Исследования по этнометодологии». Рассказывает о гендерной транзакции Агнес, а также предоставляет подробный анализ этого опыта. 

## Описание «случая Агнес»
По описанию Г. Гарфинкеля, Агнес было девятнадцать лет; она была белой, незамужней, материально независимой «настоящей женщиной». Агнес обладала женскими формами, в том числе узкими плечами, выпуклой грудью и узкой талией.
Физически Агнес являлась гермафродитом (третьим полом), у нее отсутствовали женские половые органы, но наличествовали мужские.
Воспроизводя краткую биографию Агнес, стоит упомянуть о том, что до восемнадцати лет она воспитывалась как мальчик. В июне 1956 года Агнес приняла себя, как женщину, а в августе 1957 года уехала с подругами в Лос-Анджелес, где встретила Билла, в которого впоследствии влюбилась и вышла замуж. В марте 1959 года Агнес прошла процедуру смены пола.
Долгое время Агнес проходила курс терапии у Г. Гарфинкеля. В течение этих бесед выяснилось, что, по мнению Агнес, существует всего два пола - мужской и женский. При этом пол по своей сути является социальной ролью, которая предписывается по результатам обладания теми или иными половыми органами, и, в случае соблюдения этой социальной роли, пол обеспечивает определенную безопасность. Агнес высказывалась на тему того, что пол исходен, конечен и постоянен в прошлом, настоящем и будущем.
Родственники в жизни Агнес относились к ней неоднозначно: мать, жена брата и тетя ее не понимали, однако оказывали всяческую поддержку. Братья Агнес, напротив, оказались не готовы принять ее и продолжали учить Агнес тому, как быть мужчиной.
Гарфинкель писал, что Агнес была уверена: она – «естественная, настоящая, нормальная женщина», и это отличало ее от трансвеститов и гомосексуалистов. Агнес не стремилась изменять социальную систему, она хотела приспособиться к ней и свою биографию создавала в рамках того, что будет приемлемо обществом.
Правильность оценки каких-либо событий для Агнес была связана с тем, воспринимают ли события те, кто сходны с Агнес по статусу (нормальные женщины), так же, как она.
Гарфинкель называл Агнес «практикующим методологом», так как ее поведение было заточено под определенные социальные задачи, которые обеспечивали ей автоматическое функционирование в обществе («обычное право на жизнь»). Иными словами, своими действиями Агнес демонстрировала то, что требуется от каждого, кто позиционирует себя в качестве «настоящей женщины».
Агнес рассматривала людей с нормальной половой принадлежностью как культурные события, чья деятельность состоит в опознавании и воспроизведении членами общества определенных практик.

## Критика «случая Агнес»
По словам Мэри Роджерс, исследование Гарфинкеля нельзя считать объективным, так как пол, возраст и социальный класс Агнес могли повлиять на то, как Гарфинкель интерпретировал полученные от нее данные.
Кроме того, Гарфинкель достаточно скромно описывает методы, с помощью которых он собирал информацию об Агнес: несмотря на то, что несколько параграфов в его главе подробно описывают трудности, связанные с этим, им не хватает конкретики. Например, Гарфинкель не описывает, какие тесты проходила Агнес, а также не говорит о структуре интервью, организаторами которых выступали коллеги Гарфинкеля и в которых участвовала Агнес, о продолжительности этих интервью так же ничего сказано не было.

## Влияние «случая Агнес» на гендерные исследования
По мнению Д.В. Мейнарда, работа Г. Гарфинкеля над «случаем Агнес» заложила основу для других исследований, посвященных формированию гендера.
По его словам, Гарфинкель, благодаря своим наблюдениям за Агнес, смог начать дискуссию о том, что люди обычно воспринимают, как нечто естественное – дискуссию о формировании видимого и объективного статуса людей женского и мужского пола.
Агнес не воспринимала свой видимый гендер как нечто естественное, и записи Гарфинкеля дали, на примере Агнес, возможность увидеть, что любой член общества на постоянной основе использует различные невербальные способы, которые помогают ему обеспечить и гарантировать права и обязанности, налагаемые на человека самим фактом того, что в нем видят индивида определенного пола (мужчину или женщину).
Разница состоит в том, что люди, гендер которых совпадает с их биологическим полом, воспроизводят присущие им социальные практики неосознанно, так как для них они являются чем-то обыденным, в то время как Агнес приходилось прикладывать для этого определенные усилия, так как ее женственность основывалась лишь на внутреннем ощущении.
Интересно, что изначально Гарфинкель хотел использовать метафору игры, чтобы понять ситуации, в которых Агнес должна была вести себя как обычная женщина или казаться ею. Однако выяснилось, что поведение Агнес нельзя рассматривать как игру по правилам: в жизни, в отличие от игры, нельзя прерваться, а попытка спланировать свою стратегию очень ограничена из-за возможности возникновения непредвиденных обстоятельств. Если брать за фундамент описание стратегического актора в том виде, в каком его описывал Гоффман, то Агнес не могла им стать по причине того, что она не могла знать заранее, каких действий потребует от нее та или иная ситуация, в которой Агнес нужно было вести себя так, чтобы выглядеть «натуральной женщиной». Даже в тех случаях, когда Агнес подавала себя, словно всю жизнь была женщиной, она все равно училась тому, как ею быть.
В заключение своей работы Д.В. Мейнард упоминал, что исследование Г. Гарфинкеля всегда цитируется в трудах, посвященных исследованию гендера, и с их развитием приобретает все более канонического значение.
По мнению А.В. Вороновой, «случай Агнес» позволил по-новому взглянуть на особенности формирования гендерной идентичности.
Кроме того, исследование Г. Гарфинкеля, в числе других, оказало влияние на реинтерпретацию понятий «пол» и «гендер», а также позволило авторам, которые изучают теории феминизма, впоследствии прийти к выводу о том, что сама принадлежность к полу, так же, как и социальные роли, приписываются индивидам в процессе социального взаимодействия. Таким образом, Гарфинкель внес важный вклад в теорию гендерных отношений.
Ирина Малкина-Пых так же предлагает рассматривать «случай Агнес» в рамках социально-конструктивистской парадигмы гендерного подхода. Она поддерживает мысль о том, что, если проанализировать «случай Агнес» с точки зрения теорий феминизма, то это позволяет по-новому понять, что такое пол.
Другой автор, Кристен Шилт, пишет, что из «случая Агнес» Г. Гарфинкель сумел вывести теоретическую модель «передачи» пола, и упоминает, что, спустя двадцать лет, Кэндис Уэст и Дон Циммерман сформулировали ее в качестве теоретической модели того, как гендер «формируется» в повседневных взаимодействиях.

## Последствия «случая Агнес»
Историки Сьюзен Страйкер и Стивен Уиттл, обозревая «случай Агнес», делают упор на различные использования этого случая: например, медицинские специалисты в области управления гендерной идентичностью рассматривают Агнес в качестве ключевого примера того, как пациенты-транссексуалы пытаются манипулировать своими врачами, чтобы в конечном итоге добиться своей поставленной цели (Агнес согласилась участвовать в исследовании Гарфинкеля в обмен на то, что ей сделают операцию по смене пола).